# John B. Kelly junior
John Brenden „Jack“ Kelly Jr. (* 24. Mai 1927 in Philadelphia, Pennsylvania; † 2. März 1985 ebenda) war ein Geschäftsmann und Sportfunktionär. Er nahm als Ruderer an vier Olympischen Spielen teil und wurde 1947 als bester amerikanischer Amateursportler mit dem James E. Sullivan Award ausgezeichnet. Er war der Sohn des Olympiasiegers John B. Kelly senior und der ältere Bruder von Grace Kelly.

## Leben
Kellys Vater hatte die größte Ziegelei in Pennsylvania aufgebaut. Kelly Jr. diente im Zweiten Weltkrieg in der United States Navy und war heimatnah in Maryland eingesetzt. Nach dem Krieg studierte er an der University of Pennsylvania (BA 1950), wo er für die Rudermannschaft startete. Er trat für die amerikanische Olympiamannschaft bei den Olympischen Sommerspielen 1948, Olympischen Sommerspielen 1952, Olympischen Sommerspielen 1956 und Olympischen Sommerspielen 1960 an und gewann 1956 die Bronzemedaille. 1955 wurde er Sieger bei den Pan American Games in Mexiko-Stadt. 1964 wurde er der Betreuer des amerikanischen Achters, der Olympiasieger wurde. 1968 war er im Vorstand des Verbandes für Modernen Fünfkampf. 1970 wurde er zum Präsidenten der Amateur Athletic Union gewählt. 1985 wurde er zum Präsidenten des United States Olympic Committee, da er die modernen Kräfte in der AAU verkörperte. Er verstarb jedoch bereits drei Wochen später an einem Herzinfarkt beim morgendlichen Training. Kelly wurde posthum in die United States Olympic Hall of Fame aufgenommen. Die Kellys sind bisher die einzigen, bei denen Vater und Sohn aufgenommen wurden. Kelly war für die Demokraten zwölf Jahre im Stadtrat von Philadelphia.

## Auszeichnungen
- Diamond Scull, Henley Royal Regatta, 1947 und 1949
- James E. Sullivan Award Sieger 1947
- Mitglied US Olympiamannschaft 1948, 1952, 1956 und 1960
- Gold-Medaille, 1955 Pan American Games, Einer
- Gold-Medaille, 1959 Pan American Games, Zweiter ohne
- Bronze-Medaille, 1956 Olympische Spieler, Einer
- achtmal United States Meister, Einer
- Aufgenommen in die US Rowing Hall of Fame, 1956
- Manager for the 1964 Olympic Gold Medal eight man boat
- President of the United States Olympic Committee.
- United States Olympic Hall of Fame, als Funktionär
- City Councilman (Democrat-Philadelphia)
- Kelly Drive, Philadelphia, Stadt benennt den früheren East River Drive nach ihm.